# Ane Lindane
Ane Miren Hernández Unda (Baracaldo, 20 de agosto de 1988), conocida como Ane Lindane, es una actriz, humorista, monologuista y locutora española.

## Carrera artística
Durante años participó como locutora en la radio libre Irola Irratia, siendo conductora del programa sobre ciencia, pensamiento crítico y escepticismo La Zona Crítica.
Realiza stand up tanto en euskera como en castellano. Forma pareja artística junto a Raquel Torres, con el nombre de Las Despotorre. Juntas presentan el Despotorropen, un micrófono abierto para humoristas mujeres y géneros sexuales disidentesque es el primero abierto de Bilbao y, hasta 2024, el único de País Vasco. Este monólogo llegó a generar muchas críticas por supuestamente ridiculizar el aborto y humillar a las víctimas por terrorismo a manos de ETA. 
De 2017 a 2019 participó en varios episodios de la serie web distópica Otsoen Lurraldean (en euskera: En tierra de lobos) donde hizo los papeles de Amets y Helio.
En 2019 trabajó en el programa Autentikoak de ETB1, como guionista y presentadora de una sección. Más tarde, en el año 2022, trabajó como colaboradora en el concurso Gaztea Cover de EITB. También hace vídeos cómicos en Internet.
En 2024, su show Despotorre fue cancelado el 30 de mayo en Logroño por el Ayuntamiento del municipio tras un comunicado de Vox apoyado por el PP en el que se aludía a la humillación que hacia el monólogo de las víctima de ETA y la banalización del aborto.
El 30 de junio de 2025 Ane Lindane realizó un monólogo en una iglesia del País Vasco francés, donde llegó a subirse al altar al grito de «Dios ha muerto» para después simular que se masturbaba con un crucifijo, y posteriormente difundir los vídeos en redes sociales. La fundación Abogados Cristianos presentó una denuncia contra la humorista por un presunto delito de escarnio (art. 525 Código Penal). El obispo de Bayona, Lescar y Oloron, Marc Aillet, calificó el acto de «sacrilegio intencional» y aseguró que el mismo no contó en ningún momento con el permiso de la diócesis, como se había informado previamente.

## Publicaciones
- Hasta la potxola me tenéis (Zorrotz, 2023).[7][18]

## Monólogos
- Idos a la mierda con vuestros putos tatuajes[19]
- Ojetes monolingües[20]
- Despotorre[21]
- Sirenak? Ez, eskerrik asko.[22]

## Colaboraciones
- Colabora en la revista Píkara Magazine.[23]